# Yalmy River
Der Yalmy River ist ein Fluss im östlichen Gippsland im australischen Bundesstaat Victoria und entspringt südöstlich des Snowy-River-Nationalparks.
Von seiner Quelle fließt der Yalmy River nach Südwesten durch vollkommen unbesiedeltes Gebiet und mündet in den Rodger River wenige Kilometer vor dessen Mündung in den Snowy River.